# ویانژ
ویانژ (به فرانسوی: Vianges) یک کمون در فرانسه با جمعیت ۷۳ نفر است که در Canton of Liernais واقع شده‌است.